# جاده ئی۱۳ اروپا
جاده ئی۱۳ اروپا (به انگلیسی: European route E13) یکی از جاده‌های اصلی قاره اروپا است.
این جاده که در کشور انگلستان (بریتانیا) قرار دارد از شهر دونکستر شروع شده در شهر لندن به پایان میرسد و ۲۳۰ کیلومتر مسافت دارد.